# Ludwig Thiersch
Ludwig Thiersch   (Múnic, 12 d'abril de 1825 - Múnic, 10 de maig de 1909) va ser un pintor alemany, principalment de temes mitològics i religiosos i sobretot d'art eclesiàstic, també influent a Grècia.

## Biografia

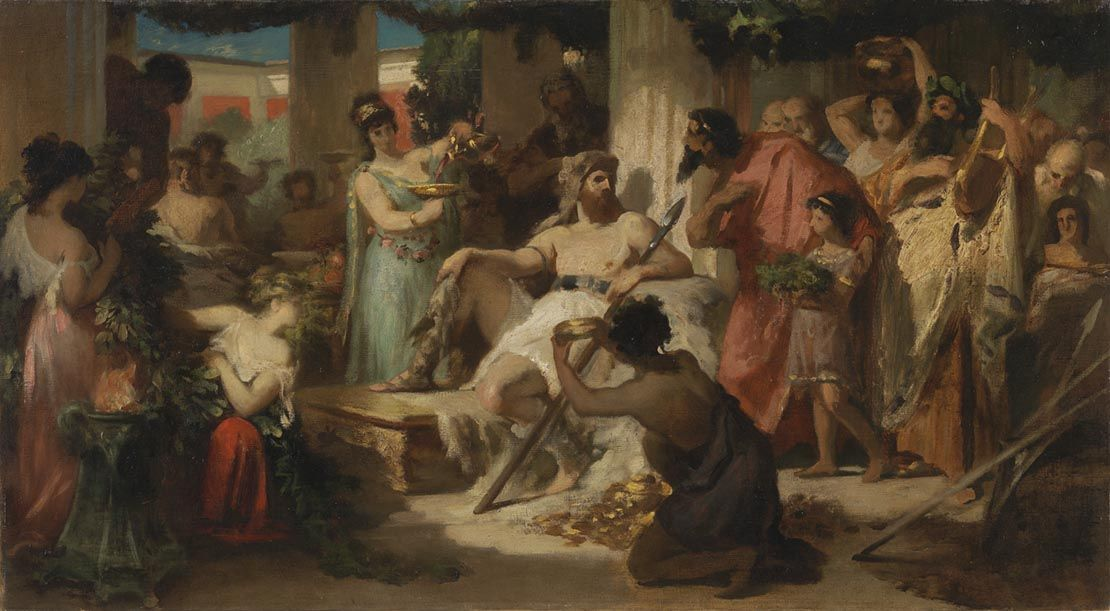
Alaric I a Atenes (c.1879)

### A Atenes, 1852–1855
El 1852, va viatjar amb el seu pare a Atenes, on va substituir Rafaello Ceccoli (fl.1830s-1850s) a l'Escola de Belles Arts d'Atenes i es va interessar per l'art romà d'Orient. Va pintar diversos frescos a les esglésies gregues, i va estar al capdavant d'un moviment per modernitzar l'art romà d'Orient introduint elements del postrenaixement com la perspectiva naturalista i l'anatomia. En això, de vegades se li atribueix el descobriment de l'art romà d'Orient per al món de l'art modern, però aquesta reforma es va trobar amb una ferotge oposició d'alguns, que es van oposar al que consideraven intents de substituir les tradicions gregues de llarga durada per altres estrangeres.
Diversos editorials de diaris es van oposar al nomenament de Thiersch com a professor, i van continuar oposant-se a la seva recepció d'encàrrecs per pintar frescos de l'església. No obstant això, les reformes de perspectiva natural van ser afavorides per la monarquia bavaresa del rei Otó, així com per Lysandros Kaftanzoglou, un destacat arquitecte i cap de la Politècnica d'Atenes i, per tant, els seus oponents no van tenir èxit.
Entre els alumnes de Thiersch durant els seus anys a Atenes hi havia Kleoniki Gennadiou i, sobretot, Nikolaos Gyzis, que es convertiria en un dels pintors grecs més coneguts del segle XIX, i que aconseguiria implicar les tradicions internacionals tot produint art vist com autènticament grec. El fresc més notable de Thiersch a Atenes es troba a l’església de Sant Nikodimos.

### Viena, Roma, Sant Petersburg, Baviera i Londres

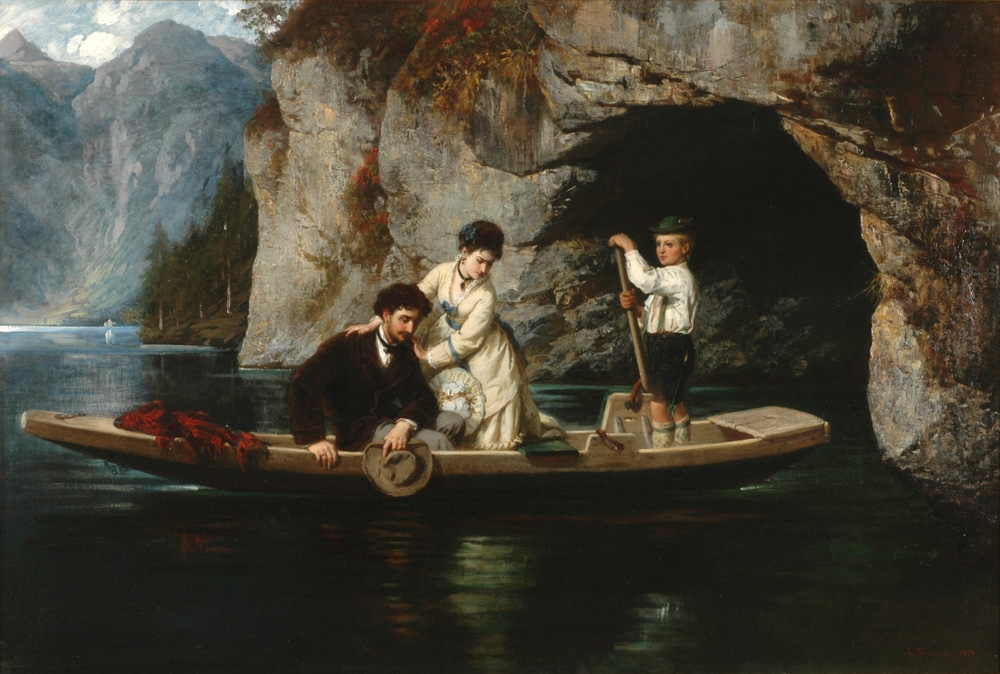
Unergründlich (L'insondable), 1874

Durant la resta de la seva vida, Thiersch va viatjar de ciutat en ciutat, treballant alternativament per pintar frescos de l'església i produir pintures a l'oli per a mecenes privats. El seu art eclesiàstic és particularment notable, i juntament amb Ludwig Seitz i Jean-Hippolyte Flandrin, es considera que ha liderat un renaixement de l'art eclesiàstic d'Europa occidental.
El 1856, Thiersch va ser nomenat per a un càrrec a Viena, on va continuar pintant frescos de l'església. Durant aquest període Theophil Freiherr von Hansen, un arquitecte danès-austríac que també havia passat una estona a Grècia i s'havia interessat per l'art romà d'Orient, estava reconstruint l'església grega Fleischmarkt de Viena en un estil neobizantí, i Thiersch va rebre l'encàrrec juntament amb Karl Rahl per subministrar frescos per a l'interior.
Després del càrrec a Viena, Thiersch va ser emprat a Roma per Simon Sinas, un filantrop grec, per a qui va produir una sèrie d'obres sobre temes mitològics i religiosos, com ara Charon als Seelenführer, Einzug in den Hain von Kolonos de Bakchos i Thetis. Klage um Achilleus.
El 1860, va anar a Sant Petersburg, on va pintar frescos i icones a les capelles del Gran Duc Nicolau i del Gran Duc Miquel, i a l'església protestant de Santa Caterina.
Alguns anys més tard, Thiersch va pintar les icones de la iconostasi de la catedral ortodoxa grega de Santa Sofia de Londres (consagrada el 1882), i de l'església ortodoxa grega de Sant Esteve a París (consagrada el 1895).